# 伊胡西區
22°24′S 46°07′E / 22.400°S 46.117°E

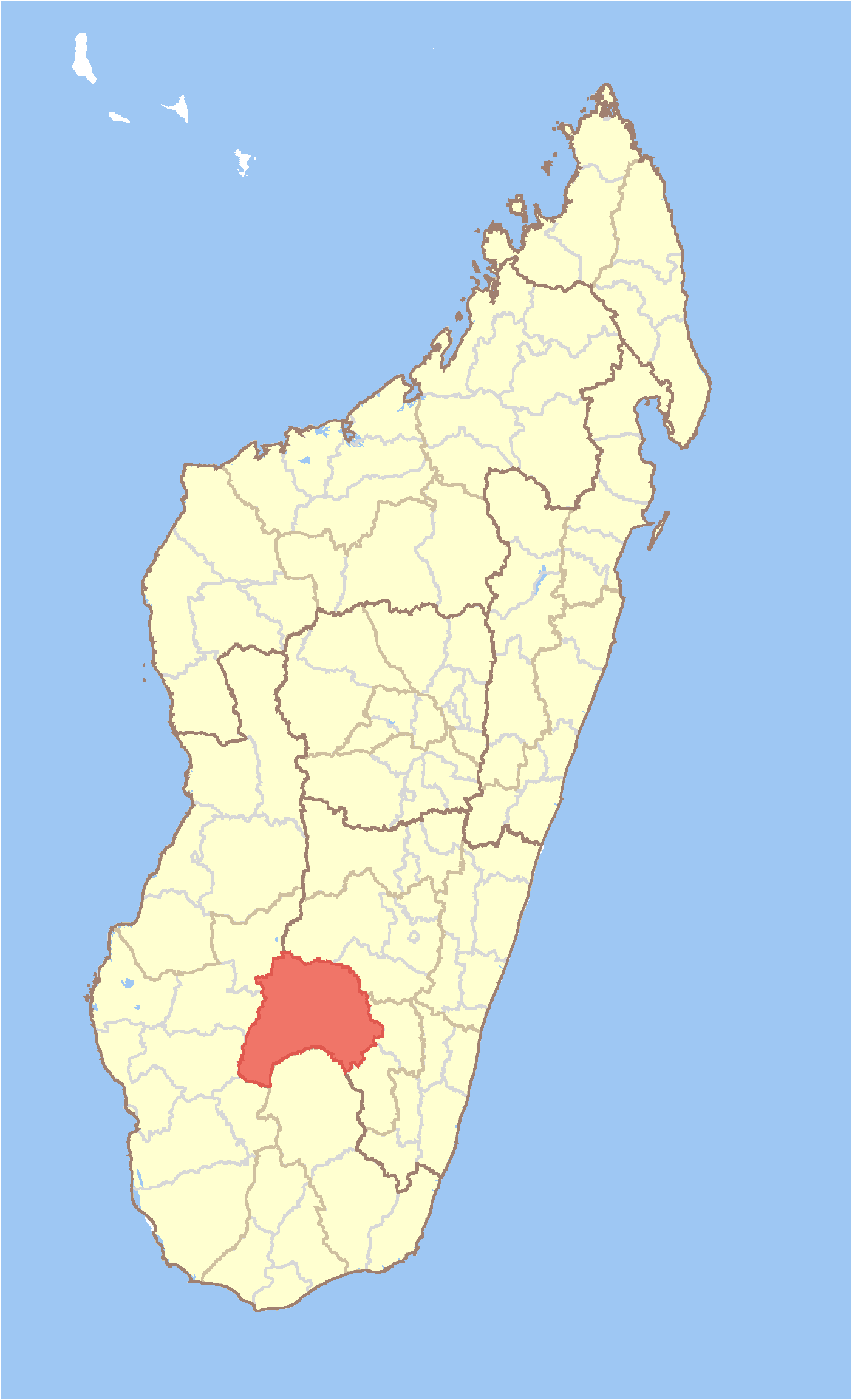

伊胡西區，是馬達加斯加的行政區，位於該國南部，由伊霍羅貝區負責管轄，首府設於伊胡西，面積17,358平方公里，2018年人口292,880，人口密度每平方公里17人。